# دانشگاه مونتانا
دانشگاه مونتانا (به انگلیسی: University of Montana) یک دانشگاه تحقیقاتی دولتی در میزولا واقع در ایالت مونتانا آمریکا است که در سال ۱۸۹۳ میلادی بنیان‌گذاری شده‌است.

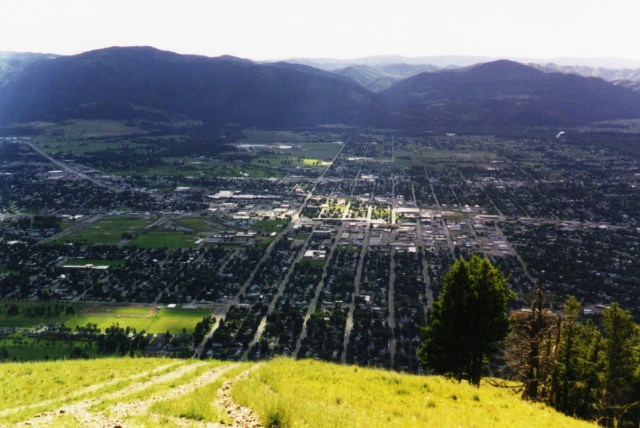